# Ο
Ο, ο（オミクロン、古代ギリシア語: οὖ ウー、: όμικρον、英: omicron）は、ギリシア文字の第15字母。数価は 70、音価は /o/。ラテンアルファベットのO、キリル文字のОはこの文字に由来する。「オ・ミークロン」とは小さい「Ｏ」という意味で、「オ・メガ」、大きな「O」（Ω）と対になる名前である。　
この1字でギリシャ語の男性主格単数の定冠詞を表す。例）ο θεός(神)

## 起源
フェニキア文字 𐤏 （アイン）に由来する。この文字はセム語では有声咽頭摩擦音/ʕ/を表していた。ギリシア語にはこの子音がないので、母音/o/を表すために転用された。
本来の文字名称は/o/の長母音である/oː/だったが、古典期前後の音韻変化の結果/uː/に変化した。2-3世紀ごろに母音の長短の区別が消滅すると、短い「Ο」と長い「Ω」を区別するため、前者を「小さなオ」(、オ ミクロン)、後者を「大きなオ」(ὦ μέγα、オ メガ)と呼んで区別した。

## 記号としての用法
- 数学では、ランダウの記号などに用いられている。

## 符号位置
| 大文字 | Unicode | JIS X 0213 | 文字参照                 | 小文字 | Unicode | JIS X 0213 | 文字参照                 | 備考 |
| ------ | ------- | ---------- | ------------------------ | ------ | ------- | ---------- | ------------------------ | ---- |
| Ο      | U+039F  | 1-6-15     | &Omicron; &#x39F; &#927; | ο      | U+03BF  | 1-6-47     | &omicron; &#x3BF; &#959; |      |
| Ό      | U+038C  | -          | &#x38C; &#908;           | ό      | U+03CC  | -          | &#x3CC; &#972;           |      |